# 28610 Stephenriggs
28610 Stephenriggs este o planetă minoră (asteroid), cu un diametru de 14,207 km, din centura de asteroizi. A fost descoperită pe 12 martie 2000 la Stația Anderson Mesa de Lowell Observatory Near-Earth-Object Search. 
Obiectul prezintă o orbită caracterizată de o semiaxă mare de 2,5896859 UAi, o excentricitate de 0,24, o înclinație de 15,6722 ° în raport cu ecliptica.